# Copuzu, Ialomița
Copuzu este un sat în comuna Balaciu din județul Ialomița, Muntenia, România.

## Istoric
Sub numele de Cervenia, așezarea era atestată într-un zapis din anul 1621.
Mai târziu, satului i s-a zis Copuzu, după slavonescul pentru "tufiș", însemnând așadar satul din "locul cu tufișuri".
Moșia Copuzu a devenit proprietate a Mănăstirii Căldărușani și s-a ridicat acolo un schit.
Până după anul 1900, moșia era cunoscută sub numele de Copuzu-Odaia Călugărului.